# Адо (герцог Фріульський)
Адо, герцог Фріульський (694—695), брат герцога Родоальда.
Став герцогом у 694 після поразки узурпатора Ансфріда у битві біля Верони. Справжня тривалість його правління невідома. Ймовірно, він був лише тимчасовим правителем від імені короля лангобардів.